# Pierwszy rząd Wiktora Janukowycza
Pierwszy rząd Wiktora Janukowycza – ukraiński gabinet rządowy funkcjonujący od 21 listopada 2002 do 5 stycznia 2005. Tworzony przez ZSdP-z i Partię Regionów Ukrainy. Premierem był Wiktor Janukowycz. Problemem tego rządu był ciągły konflikt, z przeważającą w Radzie Najwyższej, opozycją na czele z Wiktorem Juszczenką i Julią Timoszenko. Po porażce premiera Janukowicza w elekcji prezydenckiej w 2004 obowiązki szefa rządu przejął Mykoła Azarow.